# (27898) 1996 OS2
1996 أو أس 2 (ويعرف أيضًا باسم (27898) 1996 أو أس 2 وفق تسمية الكوكب الصغير) (بالإنجليزية: 1996 OS2)‏ هو كويكب ضمن حزام الكويكبات؛ وترتيبه 27898 من حيث الاكتشاف.
اكتُشف هذا الجُرم الفلكي بواسطة Maui Space Surveillance Complex ‏ في 23 يوليو 1996.

## وصلات خارجية
- (27898) 1996 OS2 في قاعدة بيانات مختبر الدفع النفاث لأجرام النظام الشمسي الصغيرة

- الاكتشاف · مخطط المدار ·  العناصر المدارية · المعلمات المادية

- (27898) 1996 OS2 على موقع ويكي سكاي: DSS2, SDSS, GALEX, IRAS, Hydrogen α, X-Ray, Astrophoto, Sky Map, Articles and images